# Трдат I
Трдат I или Тиридат I (грабар Trdat (Տրդատ), парф. 𐭕𐭉𐭓𐭉𐭃𐭕, др.-греч. Τιριδάτης, лат. Tiridatus) — царь Великой Армении в 62—88 годах, основатель армянской династии Аршакуни (правили в 62—428 годах), являющейся ответвлением  парфянской династии Аршакидов.Тиридат I становится царем Армении после Иберийско–армянской войны
Брат парфянского царя Вологеза I, в 54 году посаженный им на престол Армении. Это вызвало 10-летнюю войну между Римом и Парфией. Первоначально успех был на стороне римлян, которые во главе с Гнеем Домицием Корбулоном заняли в 58—59 годах обе армянские столицы — Тигранакерт и Арташат (последний был ими разрушен) и возвели на армянский престол своего ставленника — Тиграна VI.
Однако в 62 году последовала капитуляция окружённой в ходе военного столкновения (сражение при Рандее) части римской армии (два легиона из четырёх: IV Scythica и XII Fulminata) под командованием Луция Цезения Пета около местечка Рандея недалеко от Арсамосаты, и в следующем году там же был заключён мирный договор, согласно которому Тиридат получал армянский престол и должен был поехать в Рим, чтобы получить царскую диадему из рук императора Нерона. В 66 году он был торжественно коронован Нероном в Большом цирке; Нерон даже дал ему мастеров, с помощью которых Тиридат восстановил Арташат, наименовав его Неронией. В последние годы (73 год) Тиридат потерпел тяжкое поражение от вторгшихся в Армению аланов, причём, по свидетельству Иосифа Флавия, едва не попал в плен: аланский воин накинул ему на шею аркан, который он, однако, сумел перерубить мечом.
Тиридат I также был зороастрийским жрецом и сопровождался другими магами в своём путешествии в Рим в 66 году.